# Мосин, Вадим Сергеевич
Вадим Сергеевич Мо́син (род. 22 ноября 1954, Челябинск) — российский археолог, доктор исторических наук.
Директор Южно-Уральского филиала ИИА УрО РАН. Профессор кафедры «Древняя история и этнология Евразии» ЮурГУ, действительный член Академии гуманитарных наук (Санкт-Петербург).

Является признанным специалистом в области наиболее ранних периодов древней истории Урала.

В 1987 году вместе с Баталовым С. Г. руководил отрядом Урало-Казахстанской археологической экспедиции, в ходе которой было обнаружено поселение Аркаим.

Результатом его деятельности являются более 100 научных публикаций, в том числе 7 монографий.
Более 30 лет руководитель многочисленных экспедиций на территориях Урала, Северного Казахстана, Украины.
В настоящее время является директором Южно-Уральского филиала Учреждения Российской академии наук Института истории и археологии Уральского отделения РАН.

## Биография
Родился и жил в Челябинске, в 1972 году окончил среднюю школу, и работал слесарем на ЧТЗ, после — служил в армии.
В 1976 году поступает на недавно созданный историко-филологический факультет ЧелГУ. По окончании 1 курса его всё больше начинает увлекать археология. На летней археологической практике, а именно при раскопках в окрестностях оз. Чебаркуль в 1978 году, был определен круг научного интереса Вадима Сергеевича — каменный век Южного Зауралья.
Некоторое время после окончания университета, работает учителем истории в городе Златоусте Челябинской области. Так же руководил некоторое время научными кружками археологии в Челябинске.
Начиная с 1984 года — младший научный сотрудник в ЧелГУ на историко-филологическом факультете.
В 1987 году являясь одним из руководителей Урало-Казахстанской археологической экспедиции, направленной на изучение местности, отведенной под затопление Больше-Караганского водохранилища на юге Челябинской области, обнаружил городище Аркаим, а так же установил принадлежность памятника к синташтинскому типу эпохи бронзы.
В 1983 — 85 гг. Мосин В. С. исследовал поселение Синташта.
C 1989 года является научным сотрудником Института истории и археологии Уральского отделения (УрО) РАН, позже в 1994 году занимает пост заведующего Южноуральским отделом. С 2005 г. — директор Южно-Уральского филиала Института истории и археологии УрО РАН.

## Учёная степень
В 1993 году в Институте истории материальной культуры РАН г. Санкт-Петербурга им была защищена кандидатская диссертация по теме «Энеолитическая керамика Северного Казахстана и Южного Зауралья».
В 2005 году в Институте археологии и этнографии СО РАН защищена докторская диссертация «Мезолит-энеолит Южного Зауралья (Проблемы культурогенеза)»

## Научные работы
1. Каменный век // Древняя история Южного Зауралья / Мосин В. С., Григорьев С. А., Таиров А. Д., Боталов С. Г. — в 2-х тт. — Челябинск: Изд-во ЮУрГУ, 2000. — Т. 1.: Каменный век. Эпоха бронзы. — С. 21 — 240.

2. История археологии Южного Зауралья (в соавторстве с С. А. Григорьевым, А. Д. Таировым, С. Г. Боталовым, Г. Х. Самигуловым). — Челябинск: Изд-во ЧелГУ, 2002. — 348 с.

3. Энеолитическая керамика Урало-Иртышского междуречья. — Челябинск: Изд-во ЮУрГУ, 2003. — 220 с.

4. Археология Южного Урала. Степь (проблемы культурогенеза). Серия «Этногенез уральских народов». (в соавторстве) — Челябинск: ООО "ЦИКР «Рифей», 2006. — 528 с.

5. Кремень и яшма в материальной культуре населения каменного века Южного Урала. Екатеринбург: УрО РАН, 2008. 196 с. + 32 с. вклейка. — 14,25 п.л.(в соавторстве с В. Ю. Никольским)

6. Эпоха неолита и энеолита // История башкирского народа. — М.: Наука, 2009. — Т.1 — С. 64-86. (2,5 п.л.).

7. Стоянка Шатанов 3 (классификационный и археолого-исторический подходы). — Челябинск: Рифей, 2011.

8. Древние охотники Урала. — Челябинск: Рифей, 2011. — 512 с.